# Skrywane sekrety
Skrywane sekrety (ang. Forbidden Secrets) – amerykańsko-kanadyjski thriller z 2005 roku. Film kręcono w Montrealu.

## Główne role
- Kristy Swanson – Alexandra Kent Lambeth
- Charles Powell – Dan Lambeth
- Marianne Farley – Gina Matthews
- Christopher Bondy – Sam Bradburn
- David Keeley – Mike Stanheight
- Richard Jutras – Ed
- Jude Beny – Evelyn Kent
- Danette Mackay – Judith Kent
- Nick Baillie – młody Sam

## Fabuła
Kiedy Alexandra była mała, została zamordowana jej ukochana ciotka Judith. O zbrodnię została oskarżona matka dziewczynki. Mija wiele lat. Alexandra (Kristy Swanson) wiedzie pozornie udane życie. Jest żoną Dana Lambetha (Charles Powell), ma piękny dom, przyjaciół, własną dobrze prosperującą galerię. Nie jest jednak szczęśliwa w małżeństwie, a na dodatek dręczą ją straszne sny. W koszmarach wracają wspomnienia z dzieciństwa – krew, jej matka i moment, kiedy walczy o życie, tonąc w ogromnym domowym basenie. Alexandra bez rezultatu próbuje rozmawiać na ten temat z matką, która przebywa w zakładzie psychiatrycznym.
W końcu udręczona kobieta postanawia zacząć wszystko od nowa. Odchodzi od męża, przyjmuje panieńskie nazwisko i przeprowadza się do starego rodzinnego domu. W trudnych chwilach wspierają ją przyjaciółka Gina (Marianne Farley) oraz lekarz rodzinny i przyjaciel domu, Sam Brandburn (Christopher Bondy) i lekarz z zakładu psychiatrycznego Mike Stanheight (David Keeley).
Wspomnienia z dzieciństwa stają się coraz wyraźniejsze. Alexandra zaczyna podejrzewać, że to nie jej matka zabiła Judith. Dzieli się jednak swoimi przypuszczeniami z niewłaściwą osobą i grozi jej śmiertelne niebezpieczeństwo.